# 埃斯佩蘭斯 (紐約州村)
埃斯佩蘭斯（英語：Esperance）是位於美國紐約州斯科哈里縣的村。

## 人口
根據2020年美國人口普查的數據，埃斯佩蘭斯的面積為1.35平方千米，當中陸地面積為1.27平方千米，而水域面積為0.08平方千米。當地共有人口346人，而人口密度為每平方千米256人。